# Енфилд (пушка)
Енфилд модел 1853 (енгл. Pattern 1853 Enfield), британска пушка капислара из 19. века. Након 1867. преостале пушке преправљене су у острагуше Снајдер-Енфилд.

## Историја

### Развој
Средином 19. века у европским војскама (најпре у Француској од 1849) почело је замењивање дотадашњих глаткоцевних мускета изолученим пушкама спредњачама далеко већег домета и прецизности, са цилиндричним зрном, такозваним пушкама типа Миње. У Великој Британији, пушке овог типа уведене су 1853. године. Након тестирања више понуђених модела, усвојена је пушка Енфилд модел 1853. 

### Карактеристике
Пушке Енфилд биле су изолучене мускете спредњаче са табаном на капислу. Пуниле су се Мињеовим зрном, шупљим пројектилом цилиндричног облика, са попречним жлебовима и лименим чепом у дну. Попречни жлебови омогућавали су боље заптивање цеви приликом набијања зрна шипком, док је лимени чеп омогућавао ширење зрна под утицајем барутних гасова и још боље заптивање цеви приликом опаљивања. Због малог губитка барутних гасова и доброг заптивања цеви ове пушке имале су велики домет (до 1.200 м) и прецизност за оно време.
Пушке овог типа у Кримском рату (1853-1856) показале су велику предност над пушкама глатких цеви, које су имале домет од свега 200 м.

### Индијски устанак
Ради бржег пуњења, доњи део фишека (у коме се налазило зрно) био је намазан свињском или говеђом машћу. Када је почетком 1857. године почело увођење ових пушака код сепоја (британских домородачких трупа) у Индији, дошло је до побуне која је за неколико недеља ескалирала у Индијски устанак 1857. Пошто би пре пуњења сваки војник морао да одгризе врх фишека, индијски војници су се плашили да ће изгубити своју касту (хиндуисти) или учинити грех (муслимани).